# Francisco Escobosa
Francisco Escobosa (n. San Miguel de Horcasitas, Sonora, 1781) Gobernador del Estado de Occidente. Nació en el pueblo de San Miguel de Horcasitas en 1781. Fue mayordomo de la fábrica de la iglesia de su pueblo natal y desde su juventud se estableció en Hermosillo. Al consumarse la independencia era administrador de alcabalas, en junio de 1822 encabezó la adhesión que los vecinos enviaron a don Agustín de Iturbide como emperador de México y figuró como diputado del Congreso Constituyente del Estado de Occidente. Nombrado segundo gobernador constitucional del mismo Estado para el cuatrienio 1830 a 1834, sólo lo ejerció del 14 de abril al 27 de mayo del primer año en virtud de haber renunciado. Nuevamente fue diputado al Congreso Constituyente de Sonora en 1831 y cuatro años después fue nombrado interventor de la Casa de la Moneda de Hermosillo.